# 佐野如一
佐野 如一（さの ゆきかず、1998年9月2日 - ）は、茨城県土浦市出身の元プロ野球選手（外野手）。右投左打。

## 経歴

### プロ入り前
土浦市立土浦第四中学校時代は陸上部で、野球は土浦霞ヶ浦ボーイズでプレーした。同じチームに同学年の鈴木昭汰が在籍していた。
霞ヶ浦高等学校へ進学後、1年からベンチ入り。2年時には全国高等学校野球選手権大会に出場。3年時には主将としてチームを牽引した。同学年に根本薫、1学年上に綾部翔、1学年下に遠藤淳志が在籍していた。
仙台六大学野球連盟に所属する仙台大学体育学部に進学。硬式野球部では、1年から外野手として活躍。2018年春季リーグ戦と2019年春季リーグ戦では外野手としてベストナインを獲得した。
2020年10月26日に行われたドラフト会議にて、オリックス・バファローズから育成ドラフト5位指名を受けた（チームメイトである宇田川優希も育成3位で指名）。佐野と宇田川は支配下選手での指名でなければ入団拒否の意向で社会人野球に進む可能性も口にしていたが、指名あいさつで入団の意思を伝えた。11月21日入団交渉を行い、契約金300万円、年俸240万円（金額は推定）で合意し、12月19日、入団発表会見が行われた。背番号は015。球団では同じ苗字の選手である佐野皓大が在籍しているため、報道上およびスコアボード上の表記は「佐野如」と表記される。

### オリックス時代
2021年は、オープン戦5試合に出場し、11打数4安打、打率.364と結果を残して3月23日に支配下選手登録された。背番号は60。そしてルーキーながら開幕一軍入りを果たすと、4月11日までに10試合に出場。スタメン出場も1試合経験したが、安打を記録することはできず、大下誠一郎との入れ替えで二軍降格となった。
2023年は一軍出場がなく、10月5日に戦力外通告を受け、現役を引退した。

### 現役引退後
現役引退後の2024年からはオリックスのフロント入りし、球団本部編成部アマチュアスカウトグループに所属する。

## 選手としての特徴・人物
広角に打ち分けるバットコントロールに加え、長打力も秘める中距離打者。遠投100mの強肩と50mを6秒0で走る俊足も魅力。
愛称は「さにょ」。
千葉ロッテマリーンズに在籍する鈴木昭汰とは幼馴染の親友関係。中学時代は同じ陸上部に入り、土浦霞ケ浦ボーイズではチームメイトとしてバッテリーを組んでいた。入団1年目の開幕前に支配下登録された際、佐野は報道よりも早く鈴木に連絡を入れていた。佐野の支配下登録を受けて鈴木は「めちゃくちゃうれしかったですね。同じリーグだし、対戦できる可能性もある。モチベーションにもなる」と語っており、また、佐野が育成ドラフトで指名された時点で「すごい選手です。絶対に支配下になります」と予言していた。

## 詳細情報

### 年度別打撃成績
| 年 度     | 球 団      | 試 合 | 打 席 | 打 数 | 得 点 | 安 打 | 二 塁 打 | 三 塁 打 | 本 塁 打 | 塁 打 | 打 点 | 盗 塁 | 盗 塁 死 | 犠 打 | 犠 飛 | 四 球 | 敬 遠 | 死 球 | 三 振 | 併 殺 打 | 打 率 | 出 塁 率 | 長 打 率 | O P S |
| --------- | ---------- | ----- | ----- | ----- | ----- | ----- | -------- | -------- | -------- | ----- | ----- | ----- | -------- | ----- | ----- | ----- | ----- | ----- | ----- | -------- | ----- | -------- | -------- | ----- |
| 2021      | オリックス | 10    | 9     | 8     | 0     | 0     | 0        | 0        | 0        | 0     | 0     | 0     | 0        | 1     | 0     | 0     | 0     | 0     | 5     | 0        | .000  | .000     | .000     | .000  |
| 2022      | オリックス | 2     | 2     | 2     | 0     | 0     | 0        | 0        | 0        | 0     | 0     | 0     | 0        | 0     | 0     | 0     | 0     | 0     | 0     | 0        | .000  | .000     | .000     | .000  |
| 通算：2年 | 通算：2年  | 12    | 11    | 10    | 0     | 0     | 0        | 0        | 0        | 0     | 0     | 0     | 0        | 1     | 0     | 0     | 0     | 0     | 5     | 0        | .000  | .000     | .000     | .000  |

### 年度別守備成績
| 年 度 | 球 団      | 外野  | 外野  | 外野  | 外野  | 外野  | 外野     |
| 年 度 | 球 団      | 試 合 | 刺 殺 | 補 殺 | 失 策 | 併 殺 | 守 備 率 |
| ----- | ---------- | ----- | ----- | ----- | ----- | ----- | -------- |
| 2021  | オリックス | 8     | 5     | 0     | 0     | 0     | 1.000    |
| 2022  | オリックス | 1     | 0     | 0     | 0     | 0     | ----     |
| 通算  | 通算       | 9     | 5     | 0     | 0     | 0     | 1.000    |

### 記録
初記録
- 初出場：2021年3月27日、対埼玉西武ライオンズ2回戦（メットライフドーム）、9回裏に左翼手で出場
- 初打席：2021年3月28日、対埼玉西武ライオンズ3回戦（メットライフドーム）、9回表に増田達至から空振り三振
- 初先発出場：2021年4月1日、対福岡ソフトバンクホークス3回戦（京セラドーム大阪）、8番・右翼手で先発出場

### 背番号
- 015（2021年 - 同年3月22日）
- 60（2021年3月23日 - 2023年）

### 登場曲
- 『月色ホライズン』［Alexandros］（2021年 - 2023年）